# フランシスコ・ダ・ローザ
フランシスコ・ダ・ローザ（Francisco da Roza、生没年不詳）は、幕末の横浜居留地で週刊の英字紙『ジャパン・コマーシャル・ニューズ（日本商業新聞）』を発行していたポルトガル人の貿易商人・新聞印刷発行人。

## 人物
マカオ生まれ。ダ・ローザ家はポルトガルの植民地だったマカオの入植者として約300年前に移住した一族で、ダ・ローザ姓を名乗る末裔が現在もマカオに住む。明治維新前に来日し、貿易を営んだ。
文久3年（1863年）、横浜で入船記録を記した週刊新聞『ジャパン・コマーシャル・ニューズ』（Japan Commercial News）を発行。柳川春三は英訳を事業とする会訳社を組織し、同紙を翻訳して筆写新聞『日本貿易新聞』を出し、当局者の参考に供した。慶応元年（1865年）、通算107号をもって、イギリス人の銀行員チャールズ・リッカビー（Charles Rickerby）に買収され、『ジャパンタイムズ』となった。
歌手として来日したのをきっかけに、横浜で競売と英字新聞発行を引き継いだイギリス人の流れ者ジョン・レディー・ブラック（John Reddie Black、初代快楽亭ブラックの父）の邦字新聞発行を支援し、明治5年（1872年）3月、邦字月刊新聞『日新真事誌』を創刊させた。
西南戦争では大江卓らの命をうけて銃器購入に荷担した。
母国語のポルトガル語の他に、英語、日本語にも通じるなど語学の才能があり、日本政府高官ともつながりを持っていた。